# Jordbävningen i Pichilemu 1985
Jordbävningen i Pichilemu 1985, även känd som jordbävningen i Lago Rapel 1985, var en jordbävning uppmätt till 7,5  magnitud som inträffade 50 kilometer nordöst om Pichilemu, Región de O'Higgins, Chile den 8 april 1985 klockan 21:56:59 lokal tid (01:56:59 UTC) på ett djup av 37 kilometer.

## Bakgrund
En jordbävning med magnituden 8.0 registrerades den 3 mars 1985 utanför Valparaíso I Valparaísoregionen. Den nådde en maxintensitet IX på Mercalliskalan. 177 personer dödades, 2 575 skadades, 142 489 hus skadades och omkring en miljon personer blev hemlösa. Med skalvet drabbades grundläggande tjänster i samhället av ett långt avbrott, och skadorna för den jordbävningen uppskattades till över 1 046 million US-dollar.
Skalvet i Pichilemu den 9 april 1985 inträffade i samma förkastningsområde som jordbävningen i Pichilemu 2010.

## Skador och effekter
Två personer avled i hjärtattack efter jordbävningen, en i Santiago de Chile och en i Chillán. Skalvet varade i uppskattningsvis tre minuter enligt New York Times.
Skalvet orsakade också extra skador i Santiago de Chile-Valparaiso-området som redan drabbats av en jordbävning den 3 mars samma år.
Skalvet uppmättes på Mercalliskalan till magnituden VI i Curacaví, La Calera, Los Andes, Peñaflor, San Antonio, Valparaíso och Viña del Mar; och magnitud V-VI i Concón, Constitución, Curicó, La Ligua, Melipilla, Papudo, Pichilemu, Puchuncaví, Quilpué och Villa Alemana.
Fastän nyhetsmedierna först talade om ett efterskalv till jordbävningen i Santiago de Chile, var det enligt Rosa Urrutia de Hazbún och Carlos Lanza Lazcanos bok Catástrofes en Chile 1541–1992 en egen jordbävning.

### Fotnoter
1. 1 2  ”SISMOS IMPORTANTES Y/O DESTRUCTIVOS (1570 - Mayo 2005)” (på spanska). Sismología Universidad de Chile. http://sismologia.cl/terrem.html. Läst 8 september 2010.[död länk]
2. 1 2  ”Informe de Sismo.” (på spanska). Santiago de Chile: Universidad de Chile Geological Service. 1985. http://sismologia.cl/events/sensibles/1985/04/19850409015659.html. Läst 12 september 2010.[död länk]
3. ↑  Luis Valenzuela (14 april 2010). ”Planificación Urbana en Zonas de Riesgo” (på spanska). Universidad Católica de Chile. Arkiverad från originalet den 7 juli 2011. https://web.archive.org/web/20110707012810/http://politicaspublicas.uc.cl/media/agenda/material/20100325124410_Presentacion_Luis_Valenzuela.pdf. Läst 11 september 2010.
4. 1 2 3  ”Historic Earthquakes”. United States Geological Survey. Arkiverad från originalet den 4 november 2012. https://web.archive.org/web/20121104230038/http://earthquake.usgs.gov/earthquakes/world/events/1985_03_03.php. Läst 8 september 2010.
5. 1 2 3  AP (8 april 1985). ”Strong quake jolts Chile”. The New York Times. http://www.nytimes.com/1985/04/09/world/strong-quake-jolts-chile.html?scp=1&sq=pichilemu&st=cse. Läst 8 september 2010.
6. ↑  ”Terremoto de 1985” (på spanska). Angelfire. http://www.angelfire.com/nt/terremotosdeChile2/. Läst 12 september 2010.
7. ↑  ”Arkiverade kopian”. El Mercurio (Santiago de Chile). Arkiverad från originalet den 7 februari 2012. https://web.archive.org/web/20120207175813/http://www.emol.com/especiales/terremotos/chile.htm. Läst 12 september 2010.
8. 1 2  ”ESTUDIO COMPARATIVO DE LOS TERREMOTOS DE SUBDUCCIÓN CHILENOS CON LOS TERREMOTOS DE SUBDUCCION DEL NORTE, CENTRO Y SUR DE AMERICA” (på spanska). Concepción, Chile: Chiles universitets seismologiska tjänst. 16-19 november 2005. Arkiverad från originalet den 27 februari 2013. https://www.webcitation.org/6EkriB4YF?url=http://ssn.dgf.uchile.cl/informes/congreso/A01-14.pdf. Läst 12 september 2010.
9. ↑  Urrutia de Hazbún, Rosa; Lanza Lazcano, Carlos (1993) (på spanska). Catástrofes en Chile, 1541–1992. Santiago de Chile: Editorial La Noria. http://books.google.com/books?id=k64MAAAAYAAJ